# Tournoi féminin de handball aux Jeux olympiques d'été de 2012
Cet article traite de l'épreuve féminine. Pour la compétition masculine, voir Tournoi masculin de handball aux Jeux olympiques d'été de 2012.
Navigation
Pékin 2008 Rio de Janeiro 2016
Le tournoi féminin de handball aux Jeux olympiques d'été de 2012 se tient à Londres du 28 juillet au 11 août 2012. Les matchs du premier tour et les quarts de finale ont tous lieu au sein de la Copper Box, tandis que les demi-finales et la finale se déroulent à la Basketball Arena.
Les fédérations affiliées à l'IHF participent par le biais de leur équipe féminine aux épreuves de qualification. Onze équipes rejoignent ainsi la Grande-Bretagne, nation hôte de la compétition, pour s'affronter lors du tournoi final.
En dehors de la présence du pays hôte, le plateau olympique oppose les onze meilleures équipes du championnat du monde 2011. La Norvège, championne olympique en titre, a ajouté à son palmarès deux titres européens et deux médailles de bronze et d'or aux championnats du monde au cours de l'olympiade et fait donc office de favori légitime à la couronne olympique.
Pourtant la phase de poule n'est pas une sinécure pour les Norvégiennes qui terminent seulement quatrièmes de leur poule avec un bilan de deux victoires, un match nul face à la Corée du Sud et deux défaites face à la France et l'Espagne. La seconde poule est remportée par le Brésil qui devance la Croatie, la Russie et le Monténégro. Mais la compétition commence réellement en quarts de finale et la Norvège retrouve sa puissance pour écarter le Brésil 21 à 19. Si, au bénéfice de sa victoire 25 à 22 face à la Croatie, l'Espagne se hisse pour la première fois de son histoire en demi-finale, la Corée du Sud jouera sa huitième demi-finale consécutive depuis son premier tournoi olympique en 1984, même si les Sud-Coréennes ont dû batailler pour écarter les Russes 24 à 23. Le dernier quart de finale entre la France et le Monténégro restera comme un moment fort de ces Jeux olympiques : alors les deux équipes sont sur un score de parité 22-22, Katarina Bulatović perd la balle mais Raphaëlle Tervel ne parvient pas à la contrôler et elle atterrit miraculeusement dans les mains de Bojana Popović. Celle-ci la transmet Majda Mehmedović qui obtient un jet de 7 mètres à deux secondes de la fin du temps réglementaire, transformé par Katarina Bulatović sur le gong final. En demi-finale, le « petit » Monténégro et ses 625 000 habitants, digne représentant de l'ex-Yougoslavie, parvient à créer un écart de 4 buts en deuxième mi-temps et à résister au retour de l'Espagne pour finalement s'imposer d'un but 27-26 et retrouver en finale une Norvège qui s'est assez facilement qualifiée face à la Corée du Sud (31-25).
Face aux tenantes du titre olympique norvégiennes, les Monténégrines assurent une rude opposition puisque les deux équipes sont égalité 20-20 à la 51e minute. Mais, profitant notamment d'une exclusion temporaire de Bulatović, la Norvège reprend la mène au score pour s'imposer de 3 buts 26 à 23. Pour la cinquième fois en dix tournois, après l'URSS en 1980, la Corée du Sud en 1992 et le Danemark en 2000 puis en 2004, les championnes olympiques parviennent à conserver leur titre. Quant à la médaille d'argent remportée par les Monténégrines, elle constitue la première et (à ce jour) unique médaille remportée par le Monténégro aux Jeux olympiques. Enfin, la médaille de bronze est remportée par l'Espagne qui a eu besoin de deux prolongations pour écarter la Corée du Sud et ainsi remporter sa première médaille olympique.

## Acteurs du tournoi

### Équipes qualifiées
Chaque Comité national olympique peut engager une seule équipe dans la compétition.
Les épreuves qualificatives du tournoi féminin de handball des Jeux olympiques se déroulent du 7 décembre 2010 au 27 mai 2012. En tant que pays hôte, la Grande-Bretagne est qualifiée d'office, tandis que les autres équipes passent par différents modes de qualifications continentales.
La première compétition offrant une place est le Championnat d'Europe 2010, ensuite une place est décernée au vainqueur du tournoi asiatique de qualification, puis deux places sont offertes aux autres champions continentaux : Amérique et Afrique. Une autre place est octroyée au vainqueur du Championnat du monde 2011 et enfin, les six dernières places sont attribuées à l'issue d'un tournoi préolympique mondial réunissant douze équipes issues des championnats précédents.
| Compétition                                  | Date                  | Lieu             | Places    |                      |
| -------------------------------------------- | --------------------- | ---------------- | --------- | -------------------- |
| Pays organisateur                            | 6 juillet 2005        | -                | 1         | Grande-Bretagne      |
| Championnat d'Europe 2010                    | 7 au 19 décembre 2010 | Danemark Norvège | 1         | Suède                |
| Tournoi asiatique de qualification olympique | 12 au 21 octobre 2011 | Chine            | 1         | Corée du Sud         |
| Jeux panaméricains 2011                      | 15 au 23 octobre 2011 | Mexique          | 1         | Brésil               |
| Championnat du monde 2011                    | 2 au 18 décembre 2011 | Brésil           | 1         | Norvège              |
| Championnat d'Afrique des nations 2012       | 10 au 21 janvier 2012 | Maroc            | 1         | Angola               |
| Tournoi mondial 1 de qualification olympique | 25 au 27 mai 2012     | France           | 2         | Monténégro et France |
| Tournoi mondial 2 de qualification olympique | 25 au 27 mai 2012     | Espagne          | 2         | Espagne et Croatie   |
| Tournoi mondial 3 de qualification olympique | 25 au 27 mai 2012     | Danemark         | 2         | Russie et Danemark   |
| Total                                        | Total                 | Total            | 12 places | 12 places            |

### Joueuses
Ce tournoi international est sans aucune restriction d'âge. Chaque nation doit présenter une équipe de maximum quatorze joueuses sur chaque feuille de match et peut remplacer une joueuse par une 15e joueuse une fois au cours de la compétition.

### Arbitres
La Fédération internationale de handball (IHF) a sélectionné 17 binômes d'arbitres pour les deux tournois, :
- Charlotte et Julie Bonaventura
- Brian Bartlett et Allan Stokes
- Diana-Carmen Florescu et Anamaria Duta
- Lars Geipel (de) et Marcus Helbig (de)
- Carlos Marina et Dario Minore
- Gjorgji Nachevski et Slave Nikolov
- Yalatima Coulibaly et Mamoudou Diabaté
- Kenneth Abrahamsen et Arne M. Kristiansen
- Matija Gubica et Boris Milošević
- M. A. Al-Suwaidi et S. J. Bamutref
- Václav Horáček et Jiří Novotný
- Nenad Krstić et Peter Ljubič
- Per Olesen et Lars Eby Petersen
- Nenad Nikolić et Dušan Stojković
- Oscar Raluy et Ángel Sabroso
- O.M.Z. Al-Marzouqi et M.R.M. Al-Nuaimi
- Nordine Lazaar et Laurent Reveret

Seuls les Slovènes Nenad Krstić et Peter Ljubič ont précédemment participé à des Jeux olympiques, à Pékin en 2008.

## Phase de groupes
Les douze équipes qualifiées sont réparties en deux poules de six équipes chacune. Au sein de chaque poule, toutes les équipes se rencontrent. Deux points sont attribués pour une victoire, un pour un match nul, et aucun pour une défaite. Les quatre premières équipes de chaque poule sont qualifiées pour les quarts de finale, les autres sont éliminées de la compétition.
Remarque : toutes les heures correspondent à l'heure d'été du Royaume-Uni (UTC+1).

### Groupe A
|   | Équipe          | Pts | J | G | N | P | Bp  | Bc  | Diff | Dép |
| - | --------------- | --- | - | - | - | - | --- | --- | ---- | --- |
| 1 | Brésil          | 8   | 5 | 4 | 0 | 1 | 137 | 122 | 15   | +1  |
| 2 | Croatie         | 8   | 5 | 4 | 0 | 1 | 145 | 115 | 30   | -1  |
| 3 | Russie          | 7   | 5 | 3 | 1 | 1 | 151 | 125 | 26   | -   |
| 4 | Monténégro      | 5   | 5 | 2 | 1 | 2 | 137 | 123 | 14   | -   |
| 5 | Angola          | 2   | 5 | 1 | 0 | 4 | 133 | 142 | -9   | -   |
| 6 | Grande-Bretagne | 0   | 5 | 0 | 0 | 5 | 91  | 166 | -75  | -   |

|  | Qualifié pour les quarts de finale |
|  | Éliminé |
|  | Pts points ; J joués ; G victoires ; N nuls ; P défaites BP buts marqués ; BC buts encaissés ; Diff différence de buts ; Dép départage |

| 28 juillet 9 h 30 | Russie               | 30 - 27   | Angola          | Copper Box, Londres Arbitrage : G. Nachevski, S. Nikolov |
| 28 juillet 9 h 30 | Lioudmila Postnova 5 | (16 - 11) | Isabel Guialo 5 | Copper Box, Londres Arbitrage : G. Nachevski, S. Nikolov |
| 28 juillet 9 h 30 | Rapport              |           |                 | Copper Box, Londres Arbitrage : G. Nachevski, S. Nikolov |

| 28 juillet 14 h 30 | Croatie          | 23 - 24  | Brésil                    | Copper Box, Londres Arbitrage : Charlotte et Julie Bonaventura |
| 28 juillet 14 h 30 | Dijana Jovetić 6 | (10 - 9) | Alexandra do Nascimento 5 | Copper Box, Londres Arbitrage : Charlotte et Julie Bonaventura |
| 28 juillet 14 h 30 | Rapport          |          |                           | Copper Box, Londres Arbitrage : Charlotte et Julie Bonaventura |

| 28 juillet 19 h 30 | Monténégro           | 31 - 19   | Grande-Bretagne | Copper Box, Londres Arbitrage : A. Duta, D. Florescu |
| 28 juillet 19 h 30 | Katarina Bulatović 5 | (18 - 12) | Marie Gerbron 6 | Copper Box, Londres Arbitrage : A. Duta, D. Florescu |
| 28 juillet 19 h 30 | Rapport              |           |                 | Copper Box, Londres Arbitrage : A. Duta, D. Florescu |

| 30 juillet 9 h 30 | Angola                           | 23 - 28   | Croatie      | Copper Box, Londres Arbitrage : O. Al-Marzouqi, M. Al-Nuaimi |
| 30 juillet 9 h 30 | Isabel Guialo, Marcelina Kiala 5 | (11 - 13) | Maja Zebić 9 | Copper Box, Londres Arbitrage : O. Al-Marzouqi, M. Al-Nuaimi |
| 30 juillet 9 h 30 | Rapport                          |           |              | Copper Box, Londres Arbitrage : O. Al-Marzouqi, M. Al-Nuaimi |

| 30 juillet 14 h 30 | Grande-Bretagne | 16 - 37  | Russie                               | Copper Box, Londres Arbitrage : Charlotte et Julie Bonaventura |
| 30 juillet 14 h 30 | Lyn Byl 5       | (8 - 17) | Emilia Toureï, Olga Chernoivanenko 5 | Copper Box, Londres Arbitrage : Charlotte et Julie Bonaventura |
| 30 juillet 14 h 30 | Rapport         |          |                                      | Copper Box, Londres Arbitrage : Charlotte et Julie Bonaventura |

| 30 juillet 19 h 30 | Brésil                    | 27 - 25   | Monténégro           | Copper Box, Londres Arbitrage : P. Olesen, L-E. Pedersen |
| 30 juillet 19 h 30 | Alexandra do Nascimento 8 | (15 - 16) | Katarina Bulatović 5 | Copper Box, Londres Arbitrage : P. Olesen, L-E. Pedersen |
| 30 juillet 19 h 30 | Rapport                   |           |                      | Copper Box, Londres Arbitrage : P. Olesen, L-E. Pedersen |

| 1er août 11 h 15 | Monténégro                           | 30 - 25   | Angola            | Copper Box, Londres Arbitrage : M. Al-Suwaidi, S. Bamutref |
| 1er août 11 h 15 | Katarina Bulatović, Bojana Popović 6 | (13 - 14) | Azenaide Carlos 7 | Copper Box, Londres Arbitrage : M. Al-Suwaidi, S. Bamutref |
| 1er août 11 h 15 | Rapport                              |           |                   | Copper Box, Londres Arbitrage : M. Al-Suwaidi, S. Bamutref |

| 1er août 16 h 15 | Grande-Bretagne          | 17 - 30  | Brésil                | Copper Box, Londres Arbitrage : Y. Coulibaly, M.Diabaté |
| 1er août 16 h 15 | Lyn Byl, Marie Gerbron 5 | (8 - 17) | Ana Paula Rodrigues 7 | Copper Box, Londres Arbitrage : Y. Coulibaly, M.Diabaté |
| 1er août 16 h 15 | Rapport                  |          |                       | Copper Box, Londres Arbitrage : Y. Coulibaly, M.Diabaté |

| 1er août 21 h 15 | Russie          | 28 - 30   | Croatie           | Copper Box, Londres Arbitrage : C. Marina, D. Minore |
| 1er août 21 h 15 | Emilia Toureï 6 | (15 - 15) | Andrea Penezić 10 | Copper Box, Londres Arbitrage : C. Marina, D. Minore |
| 1er août 21 h 15 | Rapport         |           |                   | Copper Box, Londres Arbitrage : C. Marina, D. Minore |

| 3 août 9 h 30 | Angola         | 31 - 25   | Grande-Bretagne | Copper Box, Londres Arbitrage : A. Duta, D. Florescu |
| 3 août 9 h 30 | Nair Almeida 8 | (14 - 10) | Marie Gerbron 9 | Copper Box, Londres Arbitrage : A. Duta, D. Florescu |
| 3 août 9 h 30 | Rapport        |           |                 | Copper Box, Londres Arbitrage : A. Duta, D. Florescu |

| 3 août 14 h 30 | Croatie          | 27 - 26   | Monténégro        | Copper Box, Londres Arbitrage : O. Raluy Lopez, A. Sabroso |
| 3 août 14 h 30 | Andrea Penezić 9 | (12 - 12) | Bojana Popović 10 | Copper Box, Londres Arbitrage : O. Raluy Lopez, A. Sabroso |
| 3 août 14 h 30 | Rapport          |           |                   | Copper Box, Londres Arbitrage : O. Raluy Lopez, A. Sabroso |

| 3 août 16 h 15 | Russie          | 31 - 27   | Brésil                    | Copper Box, Londres Arbitrage : N. Lazaar, L. Reveret |
| 3 août 16 h 15 | Emilia Toureï 7 | (15 - 14) | Alexandra do Nascimento 9 | Copper Box, Londres Arbitrage : N. Lazaar, L. Reveret |
| 3 août 16 h 15 | Rapport         |           |                           | Copper Box, Londres Arbitrage : N. Lazaar, L. Reveret |

| 5 août 11 h 15 | Brésil                           | 29 - 26   | Angola            | Copper Box, Londres Arbitrage : B. Bartlett, A. Stokes |
| 5 août 11 h 15 | Diniz, do Nascimento, Pinheiro 5 | (15 - 17) | Marcelina Kiala 6 | Copper Box, Londres Arbitrage : B. Bartlett, A. Stokes |
| 5 août 11 h 15 | Rapport                          |           |                   | Copper Box, Londres Arbitrage : B. Bartlett, A. Stokes |

| 5 août 14 h 30 | Monténégro           | 25 - 25   | Russie                          | Copper Box, Londres Arbitrage : K. Abrahamsen, A. Kristiansen |
| 5 août 14 h 30 | Katarina Bulatović 7 | (15 - 16) | Bliznova, Levina, Marennikova 4 | Copper Box, Londres Arbitrage : K. Abrahamsen, A. Kristiansen |
| 5 août 14 h 30 | Rapport              |           |                                 | Copper Box, Londres Arbitrage : K. Abrahamsen, A. Kristiansen |

| 5 août 16 h 15 | Croatie                 | 37 - 14  | Grande-Bretagne     | Copper Box, Londres Arbitrage : C. Marina, D. Minore |
| 5 août 16 h 15 | Bašić, Jovetić, Šerić 5 | (17 - 6) | Kelsi Fairbrother 3 | Copper Box, Londres Arbitrage : C. Marina, D. Minore |
| 5 août 16 h 15 | Rapport                 |          |                     | Copper Box, Londres Arbitrage : C. Marina, D. Minore |

### Groupe B
|   | Équipe       | Pts | J | G | N | P | Bp  | Bc  | Diff | Dép |
| - | ------------ | --- | - | - | - | - | --- | --- | ---- | --- |
| 1 | France       | 9   | 5 | 4 | 1 | 0 | 125 | 103 | 22   | -   |
| 2 | Corée du Sud | 7   | 5 | 3 | 1 | 1 | 136 | 130 | 6    | +4  |
| 3 | Espagne      | 7   | 5 | 3 | 1 | 1 | 119 | 114 | 5    | -4  |
| 4 | Norvège      | 5   | 5 | 2 | 1 | 2 | 118 | 120 | -2   | -   |
| 5 | Danemark     | 2   | 5 | 1 | 0 | 4 | 113 | 121 | -8   | -   |
| 6 | Suède        | 0   | 5 | 0 | 0 | 5 | 108 | 131 | -23  | -   |

|  | Qualifié pour les quarts de finale |
|  | Éliminé |
|  | Pts points ; J joués ; G victoires ; N nuls ; P défaites BP buts marqués ; BC buts encaissés ; Diff différence de buts ; Dép départage |

| 28 juillet 11 h 15 | Espagne         | 27 - 31   | Corée du Sud  | Copper Box, Londres Arbitrage : M. Gubica, B. Milosevic |
| 28 juillet 11 h 15 | Carmen Martín 7 | (12 - 16) | Ryu Eun-hee 9 | Copper Box, Londres Arbitrage : M. Gubica, B. Milosevic |
| 28 juillet 11 h 15 | Rapport         |           |               | Copper Box, Londres Arbitrage : M. Gubica, B. Milosevic |

| 28 juillet 16 h 15 | Danemark     | 21 - 18  | Suède              | Copper Box, Londres Arbitrage : N. Nikolic, D. Stojkovic |
| 28 juillet 16 h 15 | Rikke Skov 6 | (8 - 10) | Isabelle Gulldén 5 | Copper Box, Londres Arbitrage : N. Nikolic, D. Stojkovic |
| 28 juillet 16 h 15 | Rapport      |          |                    | Copper Box, Londres Arbitrage : N. Nikolic, D. Stojkovic |

| 28 juillet 21 h 15 | Norvège      | 23 - 24   | France                            | Copper Box, Londres Arbitrage : N. Krstić, P. Ljubic |
| 28 juillet 21 h 15 | Ida Alstad 5 | (12 - 17) | Paule Baudouin, Mariama Signate 5 | Copper Box, Londres Arbitrage : N. Krstić, P. Ljubic |
| 28 juillet 21 h 15 | Rapport      |           |                                   | Copper Box, Londres Arbitrage : N. Krstić, P. Ljubic |

| 30 juillet 11 h 15 | Corée du Sud | 25 - 24   | Danemark          | Copper Box, Londres Arbitrage : A. Duta, D. Florescu |
| 30 juillet 11 h 15 | Jo Hyo-bi 5  | (11 - 10) | Pernille Larsen 7 | Copper Box, Londres Arbitrage : A. Duta, D. Florescu |
| 30 juillet 11 h 15 | Rapport      |           |                   | Copper Box, Londres Arbitrage : A. Duta, D. Florescu |

| 30 juillet 16 h 15 | France           | 18 - 18  | Espagne        | Copper Box, Londres Arbitrage : V. Horacek, J. Novotny |
| 30 juillet 16 h 15 | Siraba Dembele 6 | (7 - 10) | Marta Mangué 6 | Copper Box, Londres Arbitrage : V. Horacek, J. Novotny |
| 30 juillet 16 h 15 | Rapport          |          |                | Copper Box, Londres Arbitrage : V. Horacek, J. Novotny |

| 30 juillet 21 h 15 | Suède               | 21 - 24  | Norvège                                  | Copper Box, Londres Arbitrage : Y. Coulibaly, M.Diabaté |
| 30 juillet 21 h 15 | Linnea Torstenson 6 | (9 - 14) | Linn Kristin Koren, Linn Jørum Sulland 5 | Copper Box, Londres Arbitrage : Y. Coulibaly, M.Diabaté |
| 30 juillet 21 h 15 | Rapport             |          |                                          | Copper Box, Londres Arbitrage : Y. Coulibaly, M.Diabaté |

| 1er août 9 h 30 | Norvège               | 27 - 27   | Corée du Sud                          | Copper Box, Londres Arbitrage : G. Nachevski, S. Nikolov |
| 1er août 9 h 30 | Linn Jørum Sulland 11 | (13 - 15) | Jo Hyo-bi, Jung Ji-hae, Ryu Eun-hee 6 | Copper Box, Londres Arbitrage : G. Nachevski, S. Nikolov |
| 1er août 9 h 30 | Rapport               |           |                                       | Copper Box, Londres Arbitrage : G. Nachevski, S. Nikolov |

| 1er août 14 h 30 | France                             | 29 - 17   | Suède          | Copper Box, Londres Arbitrage : M. Gubica, B. Milosevic |
| 1er août 14 h 30 | Baudouin, Dembele, Mendy, Pineau 4 | (16 - 11) | Johanna Ahlm 6 | Copper Box, Londres Arbitrage : M. Gubica, B. Milosevic |
| 1er août 14 h 30 | Rapport                            |           |                | Copper Box, Londres Arbitrage : M. Gubica, B. Milosevic |

| 1er août 19 h 30 | Espagne        | 24 - 21  | Danemark             | Copper Box, Londres Arbitrage : L. Geipel, M. Helbig |
| 1er août 19 h 30 | Marta Mangué 7 | (14 - 9) | Ann Grete Norgaard 7 | Copper Box, Londres Arbitrage : L. Geipel, M. Helbig |
| 1er août 19 h 30 | Rapport        |          |                      | Copper Box, Londres Arbitrage : L. Geipel, M. Helbig |

| 3 août 11 h 15 | Corée du Sud | 21 - 24   | France                | Copper Box, Londres Arbitrage : N. Nikolic, D. Stojkovic |
| 3 août 11 h 15 | Sim Hae-in 6 | (12 - 10) | Alexandra Lacrabère 4 | Copper Box, Londres Arbitrage : N. Nikolic, D. Stojkovic |
| 3 août 11 h 15 | Rapport      |           |                       | Copper Box, Londres Arbitrage : N. Nikolic, D. Stojkovic |

| 3 août 19 h 30 | Espagne                      | 25 - 24   | Suède              | Copper Box, Londres Arbitrage : O. Al-Marzouqi, M. Al-Nuaimi |
| 3 août 19 h 30 | Nely Alberto, Marta Mangué 6 | (11 - 10) | Hanna Fogelstrom 5 | Copper Box, Londres Arbitrage : O. Al-Marzouqi, M. Al-Nuaimi |
| 3 août 19 h 30 | Rapport                      |           |                    | Copper Box, Londres Arbitrage : O. Al-Marzouqi, M. Al-Nuaimi |

| 3 août 21 h 15 | Danemark             | 23 - 24   | Norvège      | Copper Box, Londres Arbitrage : V. Horacek, J. Novotny |
| 3 août 21 h 15 | Ann Grete Norgaard 9 | (11 - 12) | Heidi Løke 6 | Copper Box, Londres Arbitrage : V. Horacek, J. Novotny |
| 3 août 21 h 15 | Rapport              |           |              | Copper Box, Londres Arbitrage : V. Horacek, J. Novotny |

| 5 août 9 h 30 | Suède               | 28 - 32   | Corée du Sud   | Copper Box, Londres Arbitrage : M. Al-Suwaidi, S. Bamutref |
| 5 août 9 h 30 | Kristina Flognman 8 | (13 - 16) | Ryu Eun-hee 10 | Copper Box, Londres Arbitrage : M. Al-Suwaidi, S. Bamutref |
| 5 août 9 h 30 | Rapport             |           |                | Copper Box, Londres Arbitrage : M. Al-Suwaidi, S. Bamutref |

| 5 août 19 h 30 | Norvège              | 20 - 25   | Espagne                   | Copper Box, Londres Arbitrage : N. Krstić, P. Ljubic |
| 5 août 19 h 30 | Linn Kristin Koren 6 | (11 - 11) | Jessica Alonso Bernardo 7 | Copper Box, Londres Arbitrage : N. Krstić, P. Ljubic |
| 5 août 19 h 30 | Rapport              |           |                           | Copper Box, Londres Arbitrage : N. Krstić, P. Ljubic |

| 5 août 21 h 15 | Danemark              | 24 - 30   | France       | Copper Box, Londres Arbitrage : A. Duta, D. Florescu |
| 5 août 21 h 15 | Ann Grete Norgaard 10 | (10 - 17) | Nina Kanto 6 | Copper Box, Londres Arbitrage : A. Duta, D. Florescu |
| 5 août 21 h 15 | Rapport               |           |              | Copper Box, Londres Arbitrage : A. Duta, D. Florescu |

## Phase finale
|  | Quarts de finale  | Quarts de finale |         |              | Demi-finales           | Demi-finales           |    |  | Finale  | Finale  |
|  | Quarts de finale  | Quarts de finale |         |              | Demi-finales           | Demi-finales           |    |  | Finale  | Finale  |
|  |                   |                  |         |              |                        |                        |    |  |         |         |
|  | 7 août            | 7 août           |         |              | 9 août                 | 9 août                 |    |  | 11 août | 11 août |
|  | 7 août            | 7 août           |         |              | 9 août                 | 9 août                 |    |  | 11 août | 11 août |
|  | [A1] Brésil       | 19               |         |              | 9 août                 | 9 août                 |    |  | 11 août | 11 août |
|  | [A1] Brésil       | 19               |         |              | 9 août                 | 9 août                 |    |  | 11 août | 11 août |
|  | [B4] Norvège      | 21               |         |              | 9 août                 | 9 août                 |    |  | 11 août | 11 août |
|  | [B4] Norvège      | 21               | Norvège | 31           |                        |                        |    |  | 11 août | 11 août |
|  | 7 août            |                  | Norvège | 31           |                        |                        |    |  | 11 août | 11 août |
|  |                   | Corée du Sud     | 25      |              |                        |                        |    |  | 11 août | 11 août |
|  | [A3] Russie       | Corée du Sud     | 25      | 23           |                        |                        |    |  | 11 août | 11 août |
|  | [A3] Russie       |                  |         | 23           |                        |                        |    |  | 11 août | 11 août |
|  | [B2] Corée du Sud | 24               |         |              |                        |                        |    |  | 11 août | 11 août |
|  | [B2] Corée du Sud | 24               | Norvège | 26           |                        |                        |    |  |         |         |
|  | 7 août            |                  | Norvège | 26           |                        |                        |    |  |         |         |
|  |                   | Monténégro       | 23      |              |                        |                        |    |  |         |         |
|  | [A2] Croatie      | Monténégro       | 23      | 22           |                        |                        |    |  |         |         |
|  | [A2] Croatie      | 9 août           |         | 22           |                        |                        |    |  |         |         |
|  | [B3] Espagne      | 25               |         |              |                        |                        |    |  |         |         |
|  | [B3] Espagne      | 25               | Espagne | 26           |                        |                        |    |  |         |         |
|  | 7 août            | 7 août           | Espagne | 26           | Match pour la 3e place | Match pour la 3e place |    |  |         |         |
|  | 7 août            | 7 août           |         | Monténégro   | Match pour la 3e place | Match pour la 3e place | 27 |  |         |         |
|  | [A4] Monténégro   | 23               | 11 août | 11 août      |                        |                        | 27 |  |         |         |
|  | [A4] Monténégro   | 23               | 11 août | 11 août      |                        |                        |    |  |         |         |
|  | [B1] France       | 22               |         | Corée du Sud | 29                     |                        |    |  |         |         |
|  | [B1] France       | 22               |         | Corée du Sud | 29                     |                        |    |  |         |         |
|  |                   |                  |         |              |                        |                        |    |  | Espagne | 31ap    |
|  |                   |                  |         |              |                        |                        |    |  | Espagne | 31ap    |

### Quarts de finale
| 7 août 11h00 | Brésil                    | 19 - 21  | Norvège                  | Basketball Arena, Londres Affluence : 4 549 Arbitrage : Charlotte et Julie Bonaventura |
| 7 août 11h00 | Alexandra do Nascimento 5 | (13 - 9) | L.-K. Riegelhuth Koren 5 | Basketball Arena, Londres Affluence : 4 549 Arbitrage : Charlotte et Julie Bonaventura |
| 7 août 11h00 | Rapport                   |          |                          | Basketball Arena, Londres Affluence : 4 549 Arbitrage : Charlotte et Julie Bonaventura |

| 7 août 14h30 | Croatie          | 22 - 25   | Espagne            | Basketball Arena, Londres Affluence : 4 299 Arbitrage : V. Horáček, J. Novotný |
| 7 août 14h30 | Miranda Tatari 5 | (12 - 13) | Elisabeth Pinedo 7 | Basketball Arena, Londres Affluence : 4 299 Arbitrage : V. Horáček, J. Novotný |
| 7 août 14h30 | Rapport          |           |                    | Basketball Arena, Londres Affluence : 4 299 Arbitrage : V. Horáček, J. Novotný |

| 7 août 18h00 | Russie             | 23 - 24   | Corée du Sud  | Basketball Arena, Londres Affluence : 4 553 Arbitrage : O. Raluy López, A. Sabroso |
| 7 août 18h00 | Postnova, Levina 5 | (11 - 14) | Gwon Han-na 6 | Basketball Arena, Londres Affluence : 4 553 Arbitrage : O. Raluy López, A. Sabroso |
| 7 août 18h00 | Rapport            |           |               | Basketball Arena, Londres Affluence : 4 553 Arbitrage : O. Raluy López, A. Sabroso |

| 7 août 21h30 | Monténégro           | 23 - 22   | France            | Basketball Arena, Londres Affluence : 4 559 Arbitrage : P. Olesen, L. E. Pedersen |
| 7 août 21h30 | Popović, Bulatović 6 | (13 - 13) | Mariama Signate 5 | Basketball Arena, Londres Affluence : 4 559 Arbitrage : P. Olesen, L. E. Pedersen |
| 7 août 21h30 | Rapport              |           |                   | Basketball Arena, Londres Affluence : 4 559 Arbitrage : P. Olesen, L. E. Pedersen |

### Demi-finales
| 9 août 18h00 | Norvège      | 31 - 25   | Corée du Sud  | Basketball Arena, Londres Affluence : 9 274 Arbitrage : M. Gubica, B.Milosevic |
| 9 août 18h00 | Heidi Løke 8 | (18 - 15) | Gwon Han-na 7 | Basketball Arena, Londres Affluence : 9 274 Arbitrage : M. Gubica, B.Milosevic |
| 9 août 18h00 | Rapport      |           |               | Basketball Arena, Londres Affluence : 9 274 Arbitrage : M. Gubica, B.Milosevic |

| 9 août 21h30 | Espagne        | 26 - 27   | Monténégro           | Basketball Arena, Londres Affluence : 9 087 Arbitrage : N. Krstić, P. Ljubič |
| 9 août 21h30 | Nely Alberto 6 | (13 - 13) | Katarina Bulatović 9 | Basketball Arena, Londres Affluence : 9 087 Arbitrage : N. Krstić, P. Ljubič |
| 9 août 21h30 | Rapport        |           |                      | Basketball Arena, Londres Affluence : 9 087 Arbitrage : N. Krstić, P. Ljubič |

### Match pour la médaille de bronze
| 11 août 18h00 | Corée du Sud         | 29 - 31 (ap)       | Espagne                      | Basketball Arena, Londres Affluence : 9 622 Arbitrage : P. Olesen, L. E. Pedersen |
| 11 août 18h00 | Gwon Han-na 7        | (13 - 13, 24 - 24) | Nely Alberto, B. Fernández 5 | Basketball Arena, Londres Affluence : 9 622 Arbitrage : P. Olesen, L. E. Pedersen |
| 11 août 18h00 | Prol. : 4 - 4, 1 - 3 |                    |                              | Basketball Arena, Londres Affluence : 9 622 Arbitrage : P. Olesen, L. E. Pedersen |
| 11 août 18h00 | Rapport              |                    |                              | Basketball Arena, Londres Affluence : 9 622 Arbitrage : P. Olesen, L. E. Pedersen |

### Finale
| 11 août 21h30 | Norvège               | 26 - 23   | Monténégro            | Basketball Arena, Londres Affluence : 9 739 Arbitrage : Charlotte et Julie Bonaventura |
| 11 août 21h30 | Linn Jørum Sulland 10 | (13 - 10) | Katarina Bulatović 10 | Basketball Arena, Londres Affluence : 9 739 Arbitrage : Charlotte et Julie Bonaventura |
| 11 août 21h30 | Rapport               |           |                       | Basketball Arena, Londres Affluence : 9 739 Arbitrage : Charlotte et Julie Bonaventura |

## Classement final
Contrairement aux jeux olympiques précédents, il n'y a aucun match de classement autre que ceux attribuant des médailles. Les équipes éliminées en quart de finale et en poules sont classées en fonction de leurs résultats lors des matches de poules.
| Rang                                | Équipe          | J | G | N | P | Bp  | Bc  | Diff |  |
| ----------------------------------- | --------------- | - | - | - | - | --- | --- | ---- |  |
| Médaille d'or, Jeux olympiques      | Norvège         | 8 | 5 | 1 | 2 | 196 | 187 | +9   |  |
| Médaille d'argent, Jeux olympiques  | Monténégro      | 8 | 4 | 1 | 3 | 210 | 197 | +13  |  |
| Médaille de bronze, Jeux olympiques | Espagne         | 8 | 5 | 1 | 2 | 201 | 192 | +9   |  |
| 4                                   | Corée du Sud    | 8 | 4 | 1 | 3 | 214 | 215 | –1   |  |
|                                     |                 |   |   |   |   |     |     |      |  |
| 5                                   | France          | 6 | 4 | 1 | 1 | 147 | 126 | +21  |  |
| 6                                   | Brésil          | 6 | 4 | 0 | 2 | 156 | 143 | +13  |  |
| 7                                   | Croatie         | 6 | 4 | 0 | 2 | 167 | 140 | +27  |  |
| 8                                   | Russie          | 6 | 3 | 1 | 2 | 174 | 149 | +25  |  |
|                                     |                 |   |   |   |   |     |     |      |  |
| 9                                   | Danemark        | 5 | 1 | 0 | 4 | 113 | 121 | –8   |  |
| 10                                  | Angola          | 5 | 1 | 0 | 4 | 132 | 142 | –10  |  |
| 11                                  | Suède           | 5 | 0 | 0 | 5 | 108 | 131 | –23  |  |
| 12                                  | Grande-Bretagne | 5 | 0 | 0 | 5 | 91  | 166 | –75  |  |

## Statistiques et récompenses

### Équipe-type
L'équipe-type du tournoi, appelée aussi « all star team », a été désignée après la finale le 12 août 2012 :
- Gardienne de but : Kari Aalvik Grimsbø,  Norvège
- Ailière gauche : Jo Hyo-bi,  Corée du Sud
- Arrière gauche : Bojana Popović,  Monténégro
- Demi-centre :  Marta Mangué,  Espagne
- Arrière droite : Katarina Bulatović,  Monténégro
- Ailière droite : Alexandra do Nascimento,  Brésil
- Pivot : Heidi Løke,  Norvège

### Statistiques des joueuses
| Rang | Joueuse                       | Nation       | Buts | Tirs | %      | 7 m   | MJ | Moy |
| ---- | ----------------------------- | ------------ | ---- | ---- | ------ | ----- | -- | --- |
| 1    | Katarina Bulatović            | Monténégro   | 53   | 93   | 57,0 % | 19/20 | 8  | 6,6 |
| 2    | Bojana Popović                | Monténégro   | 46   | 77   | 59,7 % | 5/8   | 8  | 5,8 |
| 3    | Ryu Eun-hee                   | Corée du Sud | 43   | 92   | 46,7 % | 4/6   | 8  | 5,4 |
| 4    | Alexandra do Nascimento       | Brésil       | 37   | 55   | 67,3 % | 12/15 | 6  | 6,2 |
| 5    | Marta Mangué                  | Espagne      | 34   | 67   | 50,7 % | 0/1   | 8  | 4,3 |
| 6    | Nely Alberto                  | Espagne      | 33   | 58   | 56,9 % | 10/14 | 8  | 4,1 |
| 6    | Linn Jørum Sulland            | Norvège      | 33   | 66   | 50,0 % | 10/13 | 8  | 4,1 |
| 8    | Jo Hyo-bi                     | Corée du Sud | 32   | 52   | 61,5 % | 5/8   | 8  | 4   |
| 8    | Ann Grete Nørgaard            | Danemark     | 32   | 52   | 61,5 % | 12/16 | 5  | 6,4 |
| 10   | Linn-Kristin Riegelhuth Koren | Norvège      | 31   | 39   | 79,5 % | 3/5   | 8  | 3,9 |
| 10   | Andrea Penezić                | Croatie      | 31   | 55   | 56,4 % | 0/1   | 6  | 5,2 |
| 10   | Jovanka Radičević             | Monténégro   | 31   | 51   | 60,8 % | -     | 8  | 3,9 |

### Statistiques des gardiennes de buts
| Rang | Joueuse             | Nation       | %      | Arrêts | Tirs | MJ | Moy |
| ---- | ------------------- | ------------ | ------ | ------ | ---- | -- | --- |
| 1    | Kari Aalvik Grimsbø | Norvège      | 41,6 % | 67     | 161  | 8  | 5,3 |
| 2    | Cléopâtre Darleux   | France       | 40,9 % | 18     | 44   | 6  | 6,8 |
| 3    | Amandine Leynaud    | France       | 37,9 % | 61     | 161  | 6  | 6,3 |
| 4    | Silvia Navarro      | Espagne      | 37,2 % | 96     | 258  | 8  | 4,6 |
| 5    | Anna Sedoïkina      | Russie       | 37,0 % | 34     | 92   | 6  | 6,2 |
| 6    | Mayssa Pessoa       | Brésil       | 36,8 % | 21     | 57   | 6  | 6,2 |
| 7    | Ivana Jelčić        | Croatie      | 35,0 % | 62     | 177  | 6  | 5,8 |
| 8    | Sonja Barjaktarović | Monténégro   | 34,2 % | 55     | 161  | 8  | 4,3 |
| 9    | Ju Hui              | Corée du Sud | 33,9 % | 99     | 292  | 8  | 4,3 |
| 10   | Karin Mortensen     | Danemark     | 32,9 % | 27     | 82   | 5  | 6,6 |